# Société des Avions Marcel Bloch
Die Société des Avions Marcel Bloch war ein französischer Flugzeughersteller. Die Gesellschaft wurde 1947 in Dassault Aviation umbenannt.

## Geschichte
Das Unternehmen wurde 1928 von Marcel Bloch gegründet, nachdem dieser vom französischen Luftfahrtministerium einen Produktionsauftrag für ein dreimotoriges Postflugzeug erhalten hatte. Weitere Erfolge stellten sich 1931 mit dem Sanitätsflugzeug Bloch MB.80 (dieser Typ wurde in Frankreich als medeveac bezeichnet) und dem Transport- und Passagierflugzeug Bloch MB.120 ein. Beide Typen erhielten umfangreiche Bestellungen seitens der Regierung. Anfänglicher Standort der Firma war Boulogne-Billancourt, wo Marcel Bloch zunächst einige junge Ingenieure, darunter Henri Deplante, anstellte und eine ungenutzte Garage mietete. Die gute Auftragslage erlaubte es aber schon 1932 größere Immobilien anzumieten. Der Firmenstandort wurde in diesem Zuge nach Courbevoie verlagert.
Einen neuen Großauftrag bescherte dem Unternehmen das Bombenflugzeug Bloch MB.200 von 1933, von dem 208 Maschinen für die Armée de l’air bestellt worden waren. 1934 kaufte Marcel Bloch zusammen mit Henry Potez die Société Aérienne Bordelaise auf, welche zur Société Aéronautique du Sud-Ouest neu strukturiert und mit der Produktion der MB.200 beauftragt wurde. Zusätzlich vergab die Societé des Avions Marcel Bloch eine Produktionslizenz an Aero und Avia in der Tschechoslowakei, wo weitere 124 Stück gefertigt wurden.
Die Konstruktion Bloch MB.210 von 1934 gewann die Ausschreibung für einen neuen Standard-Bomber der Armée de l’air. Von diesem Typ wurden 298 Stück produziert, davon 24 für den Export nach Rumänien. Obwohl sich später herausstellte, dass die technischen Leistungen dieses Typs nicht den Erwartungen gerecht wurden, hatte sich Marcel Bloch spätestens mit diesem Auftrag einen festen Platz in der französischen Luftfahrtindustrie gesichert. Durch die Erfolge des Unternehmens erfolgte die Gründung neuer Produktionsstandorte in Châteauroux-Déols, Villacoublay und Bordeaux.
Im Jahre 1937 erfolgte eine Nationalisierung der Luftfahrtindustrie Frankreichs. Marcel Bloch wurde formell enteignet und seine Fabriken unter der neu gegründeten Société Nationale de Constructions Aéronautiques du Sud-Ouest (SNCASO) zusammengefasst. Er blieb allerdings technischer Leiter des neuen Unternehmens und behielt Oberhand über die Entwicklung neuer Designs. In einem Versuch, seine unternehmerische Unabhängigkeit aufrechtzuerhalten, gründete Marcel Bloch 1936 die Société Anonyme des Avions Marcel Bloch (SAAMB) mit Sitz in Courbevoie. Diesem Vorgehen wurde allerdings schon im Februar 1937 ein Ende gesetzt, als die SAAMB per Beschluss des Luftfahrtministeriums in die SNCASO eingegliedert wurde. Daraufhin eröffnete Bloch gemeinsam mit Henry Potez ein Konstruktionsbüro in Paris.
Auf Grund des Erstarkens von Hitlerdeutschland setzte die französische Regierung 1937 ein umfangreiches Aufrüstungsprogramm in Gang. Marcel Bloch konnte erneut mit erfolgreichen Konstruktionen auf sich aufmerksam machen, vor allem mit den Jagdflugzeugen der Bloch-MB.150-Reihe und dem Aufklärungsbomber Bloch MB.174, welche bis zur Kapitulation Frankreichs im Juni 1940 durch die SNCASO massengefertigt wurden. Auch im zivilen Bereich erhielt die SNCASO Aufträge zur Produktion von Bloch-Konstruktionen, unter anderem für den erfolgreichen Passagiertyp Bloch MB.161. Es war zudem geplant, den militärisch abgewandelten Typ Bloch MB.162 als schweren Bomber für die Armée de l’air zu produzieren, wozu es aber vor dem Zusammenbruch Frankreichs nicht mehr kam.
1938 kaufte Marcel Bloch Land in Saint-Cloud und begann mit dem Bau einer neuen Fabrik, welche in der Flugmotoren- und Propellerproduktion aktiv werden sollte. Diese beiden Bereiche waren im Gegensatz zur Flugzeugzellenproduktion damals noch nicht nationalisiert worden. Im September 1939 erfolgte eine Expansion durch Kauf von Industriegebäuden in Talence bei Bordeaux.
Nach der französischen Niederlage wurde Marcel Bloch im Oktober 1940 vom Vichy-Regime diffamiert und interniert. Die deutsche Luftwaffe zeigte großes Interesse an seinen Konstruktionen, insbesondere an der Bloch MB.175, er verweigerte aber die Kollaboration so weit wie möglich. Während der Besatzungszeit unterstanden die Bloch-Fabriken dem deutschen Junkers-Konzern. Viele Konstrukteure der Societé des Avions Marcel Bloch setzten sich ab 1942 zunehmend über Spanien ins Vereinigte Königreich und nach Algerien ab, um sich dort den Freien Franzosen anzuschließen. 1944 wurde Marcel Bloch auf Grund seiner jüdischen Herkunft ins KZ Buchenwald verschleppt und kehrte nach der Befreiung des Lagers im April 1945 nach Frankreich zurück.
Marcel Bloch wagte einen Neuanfang und reorganisierte die Standorte in Saint-Cloud, Boulogne-Billancourt und Talence erneut zur Société Anonyme des Avions Marcel Bloch. Das Unternehmen übernahm in dieser Phase vor allem Auftragsarbeiten für SNCASO, SNCASE und Latécoère.
Am 20. Januar 1947 entstand aus der SAAMB das Unternehmen Dassault Aviation, nachdem Marcel Bloch seinen Namen in Marcel Dassault geändert hatte.

## Bekannte Konstruktionen
Zivile Typen in kursiv:
- 1930: Bloch MB.60/61
- 1932: Bloch MB.80–81 (medevac)
- 1932: Bloch MB.90/92
- 1932: Bloch MB.120
- 1933: Bloch MB.200
- 1934: Bloch MB.210
- 1935: Bloch MB.130
- 1935: Bloch MB.211
- 1935: Bloch MB.300
- 1936: Bloch MB.131
- 1936: Bloch MB.220
- 1937: Bloch MB.150–157
- 1937: Bloch MB.133
- 1938: Bloch MB.170
- 1938: Bloch MB.500
- 1939: Bloch MB.174
- 1939: Bloch MB.135
- 1939: Bloch MB.480
- 1939: Bloch MB.134
- 1939: Bloch MB.161
- 1939: Bloch MB.175
- 1940: Bloch MB.700
- 1940: Bloch MB.162
- 1941: Bloch MB 800